# Alvo (Nebraska)
Alvo est un village du comté de Cass, dans l'État du Nebraska, aux États-Unis. En 2020, il comptait une population de 115 habitants.